# Университет Кентербери
Университе́т Ке́нтербери (маори Te Whare Wānanga o Waitaha, англ. University of Canterbury, сокр.: Cantuar. или Cant. от лат. названия Кентербери: Cantuariensis) был основан учёными Оксфордского университета в 1873 году и является вторым университетом, появившимся в Новой Зеландии. Основной университетский городок находится в пригороде Крайстчерча, Иламе. В Университете преподаются гуманитарные науки, искусствоведение, предпринимательство, педагогика (физвоспитание), инженерное дело, изящные искусства, лесоводство, юриспруденция, музыка, социальная работа, логопедия и тренерство.
21 августа 2018 года университеты Линкольна и Кентербери объявили о предстоящем слиянии, подписав меморандум о взаимопонимании (англ. Memorandum of Understanding).

## История
Университет был основан в 1873 году в центре Крайстчерча как Колледж Кентербери, первый колледж в составе Университета Новой Зеландии. Он стал вторым высшим учебным заведением в Новой Зеландии (после Университета Отаго, основанного в 1869 году), и четвёртым в Австралазии.
Музей Кентербери, библиотека и колледж Христа были недовольны состоянием высшего образования в Кентербери, и приняли активное участие в образовании Колледжа Кентербери. В 1933 году Колледж Кентербери стал называться «Университетский колледж Кентербери». В 1957 году колледж был переименован в Университет Кентербери.
До 1961 года Университет был частью Университета Новой Зеландии (UNZ). В 1961 году произошло расформирование федеральной системы высшего образования в Новой Зеландии, а Университет Кентербери стал независимым университетом. После ликвидации Университета Новой Зеландии сельскохозяйственный колледж Кентербери стал частью Университета Кентербери как Колледж Линкольна. В 1990 году Колледж Линкольна стал независимым университетом.
В период с 1961 по 1974 годы университетский городок переместился из городского центра в пригород Илам. В неоготических зданиях старого кампуса разместился Центр искусств Крайстчерча.
На протяжении многих лет Университет тесно сотрудничал с Педагогическим колледжем Крайстчерча, что привело к полному их слиянию в 2007 году.

### Землетрясение в Крайстчерче
Зданию The James Hight был нанесён значительный ущерб во время землетрясения 2010 года в Кентербери.
После землетрясения магнитудой 6,3 22 февраля 2011 года университет был временно закрыт в целях полной проверки безопасности всех его зданий. Занятия в Университете возобновились 14 марта с лекций, прочитанных в Интернете, за пределами лекториев, и в палатках, установленных на территории кампуса. В сентябре 2011 года было объявлено, что планируется снести некоторые здания университета. Количество студентов в университете Кентербери снизилось по меньшей мере на 13 процентов с начала землетрясений. Университет потерял 25 процентов своих студентов-первокурсников и 8 процентов остальных студентов. Число иностранных студентов, которые платят гораздо больше и являются одним из основных источников дохода, упало на 30 процентов.
Другие университеты Новой Зеландии, по-видимому, вопреки неформальному соглашению, запустили рекламную кампанию в пострадавших от землетрясения районах города, для привлечения студентов Университета Кентербери. По состоянию на октябрь 2011 года, сотрудникам было предложено уволиться по собственному желанию в связи с тем, что Университет старается пережить финансовый кризис. Вице-канцлер доктор Карр предупредил:

Несомненно, преподаватели, которые учили меньшее количество студентов, исследователи, результаты которых были меньше и исследователи, не привлекавшие грантов, попадают под высокий риск сокращения.Оригинальный текст (англ.)There was 'no doubt' staff who were teaching a smaller number of students, researchers whose outputs were smaller and researchers who were not attracting grants would be at high risk of redundancy— 
 Он описал возможные изменения в университетских курсах, заявив о том, что:

Мы не знаем и не узнаем, как рационализировать курсы в рамках (учебных) программ — где мы можем вместо двенадцати курсов проводить восемь. Нам может потребоваться персонал для того, чтобы преподавать на четырёх курсах вместо трёх. Однако воздействие на реальные программы, которое мы предлагаем, будет достаточно скромным.Оригинальный текст (англ.)What we don't know, and we won't know, is where there are rationalisations of courses within programmes - where we may be able to, instead of having twelve flavours, have eight flavours. We may require staff to teach four courses instead of three courses. But the impact on the actual programmes we offer will be quite modest— 

## Университетский городок
Главный университетский городок (кампус), площадью 76 гектар, расположен в пригороде Крайстчерча, Иламе, примерно в 5 км от центра города. Рядом с основным кампусом находится университетский педагогический Колледж, со своими спортивными полями и площадками. Университету принадлежат пять библиотек, причём Центральная библиотека (маори Te Puna Mātauraka o Waitaha) расположена в самом высоком здании на территории кампуса, 11-этажном The James Hight.
Университетскому педагогическому Колледжу принадлежат небольшие кампусы в Нельсоне, Тауранге, Тимару, и «преподавательские центры» в Греймуте, Нью-Плимуте, Роторуа и Тимару. Персонал Университета работает также в региональных информационных офисах в Нельсоне, Тимару и Окленде.
Около 1800 студентов проживают в шести общежитиях Университета Кентербери. Крупнейшими из них являются Ilam Apartments и University Hall, в которых проживает 845 и 555 студентов соответственно. Три общежития (Ilam Apartments, University Hall и Sonoda Christchurch Campus) управляются компанией UC Accommodation, дочкой Campus Living Villages, в то время как Университету принадлежат права собственности на имущество и здания. Sonoda Christchurch Campus поддерживает дружественные отношения с женским университетом Сонода в Амагасаки, Япония. Общежития Bishop Julius Hall, College House и Rochester and Rutherford Hall работают независимо.
Шесть общежитий Университета (по состоянию на конец 2012 года):
- Bishop Julius Hall — 109 проживающих[15]
- Ilam Apartments — 845 проживающих[16]
- College House[англ.] — 152 проживающих[17]
- Rochester and Rutherford Hall[англ.] — 178 проживающих[18]
- Sonoda Christchurch Campus — 110 проживающих[19]
- University Hall — 555 проживающих[20]

Центр полевых лабораторий (англ. The Field Facilities Centre) управляет четырьмя полевыми лабораториями:
- Полевая лаборатория Касс[22] — здесь изучается окружающая среда: горные луга, кустарники, русла рек, осыпи, леса, болота, озёра, ручьи, альпийские экосистемы; всё находится в пешей доступности
- Полевая лаборатория Каикоура[23] — здесь также изучается окружающая среда: разнообразные места обитания морских животных, альпийские экосистемы, заросли чайного дерева, реки, озёра
- Полевая лаборатория Харихари[24] — изучаются местные леса и ручьи
- Полевая лаборатория Уэстпорт[25] — проводится изучение региона Уэст-Кост, в частности горная промышленность

Университет и его партнёры используют дополнительную полевую лабораторию в горных лесах Нигерии, принадлежащую проекту Nigerian Montane Forests Project.
Факультет физики и астрономии использует собственные полевые лаборатории:
- Университетская обсерватория Маунт Джон около озера Текапо, в которой проводятся астрономические исследования
- Бирдлингс-Флэт[англ.] — метеорологическая станция
- Скотт-Бейс — антарктическая научная станция
- Пещеры Крекрофт[англ.] — лазерный гироскоп

Кроме того, факультет использует Большой южноафриканский телескоп.

## Организация
Профессор Рой Шарп (англ. Roy Sharp) занял должность вице-канцлера 1 марта 2003 года. В мае 2008 года он объявил о своей скорой отставке с должности, после назначения на пост главы высшей комиссии по образованию (англ. Tertiary Education Commission, TEC). Он занял эту должность 4 августа 2008 года. Заместитель вице-канцлера, профессор Ян Таун (англ. Ian Town), занял должность вице-канцлера 1 июля 2008 года. 15 октября 2008 года Университет объявил о назначении доктора Рода Карра (англ. Rod Carr) на должность вице-канцлера с 1 февраля 2009 года на пятилетний срок.
Канцлер является председателем руководящего органа университета, Совета. Член Совета, бывший про-канцлер, Рекс Уильямс (англ. Rex Williams), стал канцлером в 2008 году, а член Совета Джон Вуд (англ. John Wood) стал новым про-канцлером.
В состав Совета входят представители факультетов, студентов и персонала, местной промышленности, работодателей и представителей профсоюзов.
В 2004 году в Университете прошла реструктуризация, вместо множества школ и отделений (причём многие отделения занимались кросс-обучением на множестве факультетов) были образованы четыре колледжа и школа права. В 2007 году добавился пятый колледж, путём присоединения педагогического колледжа Крайстчерча к университету.

### Структура
Главой каждого колледжа и школы права является Про-вице-канцлер (PVC), который подчиняется вице-канцлеру и несёт ответственность за всю деятельность колледжа или школы. Соответственно, каждый колледж обеспечивает финансовые, административные, научные и человеческие ресурсы, которыми может распоряжаться про-вице-канцлер. Кроме того, в каждом колледже есть менеджер колледжа (англ. College Manager), выполняющий управленческие функции исполнительного характера.
Кроме административной структуры, в Университете действуют семь факультетов:
1. Гуманитарных и социальных наук
2. Торговли
3. Инженерии и лесного хозяйства
4. Педагогический
5. Научный
6. Изобразительных и исполнительских искусств
7. Права

На каждом факультете действует свой профессорско-преподавательский состав, а факультет может предлагать курсы, не входящие в основную образовательную программу факультета. Представители студенчества принимают участие в управлении различными факультетами.
Университет получает финансирование от оплаты за обучение студентов, от правительства Новой Зеландии (оказывающего частичную поддержку местным студентам, а также через различные механизмы финансирования научных исследований), от неправительственных организаций, финансирующих научные исследования, от предоставления имущества в аренду, и так далее.
Совместно с правительством Новой Зеландии, в 2006 году Университет основал Инновационный институт (NZi3) для коммерциализации научных исследований в области информационных систем и развития местных высокотехнологичных отраслей индустрии. Кластер высокотехнологичных компаний, расположенных по всему Крайстчерчу и его окрестностям, носит неофициальное название «Силиконовые равнины».

## Рейтинги
В 2012 году в рейтинге Квакварелли-Саймондс Университет Кентербери получил 221-е место в мире, и третье высшее место среди университетов Новой Зеландии
По отдельным дисциплинам рейтинг Университета был определён как: 239-й в области искусства и гуманитарных наук, 134-й в инженерии и информационных технологиях, 326-й в области биологии и медицины, 192-й в области естественных наук, и 278-й в области социальных наук.
Университет Кентербери стал первым университетом в Новой Зеландии, получившим 5 звёзд в рейтинге Квакварелли старз. Университеты, которые желают принять участие в этом рейтинге, должны оплачивать услуги аудита наряду с ежегодной оплатой за участие в рейтинге, а программа описывается как «…предоставление тем учреждениям, которые имеют невысокий рейтинг, либо не появляются в рейтингах, возможности достучаться до своих будущих студентов, выделиться и быть признанными за свой передовой опыт».

### Таблица рейтингов
|                                                            | 2012    | 2011    | 2010 | 2009 | 2008 | 2007 | 2006 | 2005 |
| ---------------------------------------------------------- | ------- | ------- | ---- | ---- | ---- | ---- | ---- | ---- |
| Рейтинг университетов Квакварелли-Саймондс                 | 221     | 212     | 189  | 188  | 186  | 188  | 333  | 333  |
| Рейтинг университетов по версии The Times Higher Education | 301-350 | 301-350 | -    | -    | -    | -    | -    | -    |

## Персонал
В сентябре 2011 в Университете обучалось 18 178 человек, из которых 16 862 человека составили новозеландцы, а 1324 человека — иностранные студенты. Студенты составляли 85 % учащихся, а аспиранты — 15 %. Преподавательский состав насчитывал 589 человек, а не преподавательский персонал — 979 человек. В преподавательском составе работали 14,8 % профессоров, 15,2 % доцентов, 41,7 % старших преподавателей, 20,3 % лекторов и 0,6 % ассистентов. По состоянию на 31 августа 2012 года в Университете обучалось 15 608 человек, из которых 14 087 человек — новозеландцы, а 1521 человек — иностранные студенты. Студенты составили 84 % от общего количества учащихся, аспиранты — 16 %. В преподавательском составе Университета работало 570 человек, общее количество не преподавательского персонала составляло 941 человек. Уменьшение количества студентов произошло в результате того, что Университет после землетрясений в Крайстчерче объявил о необходимости увольнения около 350 сотрудников.
До землетрясений Университет уже сократил 100 рабочих мест, потеряв некоторых видных учёных. Высказывались предположения, что увольнения сотрудников проводятся из-за их научной идеологии, а не по совокупности характеристик. Произошли отставки сотрудников, которые жаловались на ограничения академической свободы. Университет, вместе с некоторыми другими университетами Зеландии, использовал спорный подход к управлению персоналом и, несмотря на увеличение количества кадровых работников, в дело регулярно вступали юристы и адвокаты, чтобы разобраться даже в незначительных вопросах. В финансовом отчёте Университета за 2006 год указаны 836 тысяч новозеландских долларов на выплаты компенсаций бывшим работникам в связи с вопросами трудоустройства, больше чем у любого другого новозеландского университета. В отличие от пяти других университетов Новой Зеландии, Университет Кентербери отказался сообщать в профсоюз университетских работников, сколько он тратит на внешних юристов, адвокатов и консультантов для консультаций и представительства в судебных инстанциях.

## Студенческие объединения и традиции
Студенческая ассоциация Университета Кентербери (UCSA) владеет своей собственной радиостанцией RDU и выпускает журнал Canta на территории кампуса. Под управлением Ассоциации работают два бара, театр имени Найо Марш на 430 мест, и несколько кафе в кампусе. Популярный на кампусе бар «Литейная» (англ. The Foundry), известный с 2005 года как «Комната отдыха» (англ. The Common Room), вернулся к своему прежнему названию, как и обещал президент Ассоциации, Майкл Голдштейн (англ. Michael Goldstein).
В Университете существует более 100 академических, спортивных, рекреационных и культурных сообществ и клубов. Наиболее известными из них являются: Инженерное общество Университета Кентербери (ENSOC), юридическое общество (LAWSOC), предпринимательское сообщество (UCom). Крупнейшие не факультетские клубы: автоспортивное сообщество (Motosoc), сообщество любителей крикета (BYCSOC), ассоциация бордеров Университета Кентербери (CUBA), Клуб джентльменов. Театральное сообщество Университета Кентербери (Dramasoc) получило известность благодаря постановкам Шекспира в 1942—1969 годах под руководством Найо Марш. Эти постановки и в настоящее время регулярно показываются на подмостках Крайстчерча активными студентами и выпускниками факультета искусств. Музыкальное сообщество, MuSoc, также участвует в выступлениях.
Одной из студенческих традиций является проведение Undie 500, ежегодного автомобильного ралли по маршруту Крайстчерч — Данидин под патронажем инженерного общества Университета Кентербери, ENSOC. Единственными ограничениями в правилах гонок являются требования о том, чтобы автомобиль, стоимостью до 500 новозеландских долларов, мог эксплуатироваться на дорогах общего пользования, а водитель должен быть трезвым. Гонка 2007 года получила отражение в международных СМИ (в том числе CNN и BBC World), в связи с тем, что она окончилась беспорядками в студенческом квартале Данидина и в Норт-Ист-Валли. ENSOC отменило запланированную на 2008 год гонку, но затем традиция была возобновлена.

## Герб университета
Ассоциация Кентербери, основавшая Крайстчерч, и правительство провинции Центербери в XIX веке использовали герб, похожий на нынешний герб университета, но более сложный. Герб провинции был адаптирован Колледжем Кентербери и использовался с основания колледжа в 1873 году. Этот герб в настоящее время можно увидеть в Центре Искусств на башне с часами и над входом на углу Херефорд-стрит и Роллстон-авеню.
После ликвидации Университета Новой Зеландии и образования независимого Университета Кентербери, в 1961 году канцлер Карлтон Перкинс (англ. Carleton Perkins) активизировал разработку нового герба Университета и получение на него формального разрешения. Профессор изобразительных искусств Джон Симпсон (англ. John Simpson) разработал упрощённую версию герба Колледжа Кентербери, и он был пожалован Университету патентом герольдмейстера Великобритании 10 мая 1965 года.
Блазон нового герба звучит как:

В вишнёвом поле — серебряное руно, перевязанное и подвешенное также серебром, сопровождаемое в оконечности золотым плугом. В золотой волнистой главе — открытая серебряная книга в вишнёвом переплёте, с золотыми обрезом и застёжками, сопровождаемая справа лазоревым паллием (в виде вилообразного креста), обременённым четырьмя золотыми крестами, лапчатыми вверху и по бокам и заостренными внизу, положенными сообразно паллию; а слева — лазоревым процветшим крестом.Оригинальный текст (англ.)Murrey a Fleece Argent in base a Plough on a chief wavy Or an Open Book proper bound Murrey edged and clasped Or between a Pall Azure charged with Four Crosses formy fitchy Or and a Cross Flory Azure.— 
Это означает следующее: в оригинале цвет щита — murrey (вишнёвый, тёмно-бордовый). Это цвет редко встречается в геральдике. Далее описаны символы на щите и их цвет. Руно, как правило, изображается в виде перевязанного лентой, поперёк туловища, барана. На этом гербе руно символизирует пастораль, плуг символизирует сельское хозяйство провинции Кентербери. Вилообразный крест, аналогичный изображённому на гербе архиепископа Кентерберийского и лилиевидный крест символизируют экклезиологические связи Кентербери, а открытая книга обозначает студенчество.
Так как герб относится к образовательному учреждению, то он не имеет шлема, нашлемника и намёта.
Вырезанный в камне герб Университета можно увидеть на восточном входе в секретариат (англ. the Registry). Этот герб первоначально был размещён на общежитии Helen Connon Hall, и был сохранён, когда в 2001 году здание общежития пошло под снос. Общежитие Helen Connon Hall, построенное в 1929 году на Честер-стрит-ист, было первым женским общежитием университета. Герб изображён и на логотипе университета.

## Награды
В 2006 году Университет был награждён призом «Велосипедный звонок» за лучшие инициативы в отношении велосипедистов, проявленные общественной организацией Новой Зеландии.

## Известные сотрудники
- Александр Бикертон[англ.] — химик
- Сара Мастерс — химик
- Карл Поппер — философ
- Денис Даттон — философ

## Известные выпускники
- Рита Ангус[англ.] — художник
- Розмари Бэнкс[англ.] — представитель Новой Зеландии в ООН
- Дон Браш[англ.] — политик и управляющий Резервного банка Новой Зеландии
- Нейл Черри[англ.] — учёный-эколог
- Марк Чигнелл[англ.] — учёный
- Майкл Коллинз[англ.] — учёный
- Джек Копленд[англ.] — философ
- Майкл Куллен[англ.] — политик
- Рис Дарби — актёр и комедиант
- Джеральд Дарт[англ.] — завуч англиканской гимназии Балларата[англ.] с 1942 по 1970 годы
- Питер Дюнн[англ.] — политик
- Денис Даттон — философ
- Роберт Граббс — химик
- Клайв Гренджер — экономист
- Брайан Истон[англ.] — экономист
- Майкл Эндрес[англ.] — пианист
- Стивен Элдред-Григг[англ.] — историк и писатель
- Ян Фостер[англ.] — учёный в области информационных систем
- Роб Файф[англ.] — бизнесмен
- Джоэл Хейуорд[англ.] — учёный
- Рона Хазард[англ.] — художник
- Кен Генри[англ.] — секретарь казначейства (Австралия)
- Родни Хайд[англ.] — политик
- Джок Хоббс[англ.] — капитан сборной Новой Зеландии по регби
- Мариан Хоббс[англ.] — политик
- Александр Ивашкин — музыкант
- Брюс Джессон[англ.] — писатель
- Кэтрин Джадд[англ.] — политик
- Рой Керр — математик
- Роджер Керр[англ.] — исполнительный директор Делового круглого стола Новой Зеландии[англ.]
- Джон Ки — политик, Премьер-министр Новой Зеландии
- Говард Киппенбергер[англ.] — военный
- Джордан Лак[англ.] — музыкант
- Юэн МакЛеод[англ.] — художник
- Маргарет Махи — детский писатель
- Найо Марш — писатель, актриса
- Джули Макстон[англ.] — проректор Оксфордского университета
- Джон Макмиллан[англ.] — экономист
- Тревор Моффитт[англ.] — художник
- Сэм Нилл — актёр
- Алан Макдиармид — химик, нобелевский лауреат
- Крейг Невилл-Мэннинг — инженер
- Апирана Нгата — маорийский политик
- Уильям Альфред Оранж[англ.] — священник англиканской церкви
- Грэхем Панкхёрст[англ.] — судья Высшего суда Новой Зеландии[англ.]
- Уильям Пикеринг — физик, астроном
- Джон Покок — историк
- Эрнест Резерфорд — физик, нобелевский лауреат
- Фелети Севеле — Премьер-министр Тонга
- Ник Смит[англ.] — политик
- Кевин Смит — актёр
- Беатрис Тинсли[англ.] — астроном
- Аноте Тонг — политик, президент Кирибати
- Винсент Уорд — режиссёр, сценарист
- Ада Уэллс[англ.] — феминистка
- Кэл Уилсон[англ.] — комедиант
- Гленн Уилсон[англ.] — психолог
- Уильям Янг — судья Верховного суда Новой Зеландии[англ.]

## Администрация

### Канцлер
- Джон Вуд (с 2008 года)

### Про-канцлер
- Тревор Макинтайр (англ. Trevor McIntyre)

### Вице-канцлер
- доктор Род Карр (англ. Rod Carr) (с 1 февраля 2009)

### Про-вице-канцлеры
Колледж искусств
- профессор Эд Адельсон (англ. Ed Adelson) (с 2010 года)

Колледж бизнеса и экономики
- доктор Соня Мэзи (англ. Sonia Mazey) (с 2012 года)

Педагогический колледж
- профессор Гейл Гиллон (англ. Gail Gillon) (с 2007 года)[51]

Инженерный колледж
- профессор Ян Эванс-Фримен (англ. Jan Evans-Freeman) (с 2009 года)[52]

Научный колледж
- профессор Пол Флеминг (англ. Paul Fleming) (с 2009 года)[53]